# بیگانگان (فیلم ۱۳۷۸)
بیگانگان فیلمی به کارگردانی و نویسندگی رامین بحرانی ساختهٔ سال ۱۳۷۸ است.
فیلمبرداری اولین فیلم بلند رامین بحرانی جوان ۲۴ ساله اهل کارولینای شمالی آمریکا از روز سوم تیرماه ۱۳۷۸ در اطراف شیراز آغاز و پس از ۴۱ جلسه به پایان رسید.

## بازیگران
- رامین بحرانی
- کریم کاشانی
- امراله صولتی دالکی